# 埃玛·特威格
埃玛·特威格（英語：Emma Twigg，1987年3月1日—），新西兰女子赛艇运动员。她曾代表新西兰参加2008年、2012年、2016年和2020年夏季奥林匹克运动会赛艇比赛，其中2020年奥运会获得一枚金牌。